# 須磨和声
須磨 和声（すま わせい、1981年8月27日 - ）は、日本の男性ヴァイオリニスト、作曲家、俳優である。静岡県富士宮市出身。

## 概要
2006年にテレビドラマ『のだめカンタービレ』（フジテレビ）で、俳優の玉木宏、瑛太にヴァイオリン指導とレコーディングに関わる。崎谷健次郎、前川清、高橋優、ベッキー、野島健児、Salyu、海援隊、flumpool、ヨルシカ、平原綾香、中川翔子、amazarashi等のサポートミュージシャンとしてライヴに参加を重ねる。2012年、映画『旅の贈りもの 明日へ』では準主役、ヴァイオリニスト役で俳優デビュー。同年に初となる自身のオリジナルアルバム『組曲・蟻』を発表した。近年ではヴァイオリニスト、作曲家、CM作家として活動。主なCM作曲作品は花王「リセッシュ」、P&G「アリエール」、興和「キャベジンコーワ」、麒麟麦酒「キリン一番搾り」、エバラ食品工業「なべしゃぶ」「プチっとうどん」、日本メナード化粧品「薬用ビューネ」、ガスト「チーズインハンバーグ」、クラシエ「いち髪」、YKK AP、イオン銀行、SUBARU等。

## 来歴
幼少年期
1981年8月27日、映画の看板描き兼ロックバンド・美狂乱のリーダーである父・須磨邦雄、施設職員の母の間に双子の兄として生まれる。妹は写真家の須磨未声。直後から、イギリス、アメリカのロック音楽を聴いて育つ。
1985年、4歳よりエレクトリック・ギターをやらされ、嫌いになる。
1987年、6歳よりヴァイオリンを始め、絵画も習う。中学時代、ヒップホップ、バトルDJにはまる。
青年期
1996年、武蔵野音楽高等学校（現武蔵野音楽大学附属高等学校）入学。中学時代の恩師との出会いが多大に影響した。
1999年、武蔵野音楽大学に入学し、クラシック一筋に過ごす。首席ヴァイオリニストを経験する。映画のサントラに携わるオーケストラに入団を志す。
ヴァイオリニストデビュー
2003年、美狂乱の第7期メンバーとして加入する。
2006年、映画『のだめカンタービレ 最終楽章』で俳優・玉木宏、瑛太にヴァイオリン指導とレコーディングに関わる。以降、2008年まで参加する。
2008年、照明デザイナー海藤春樹の手がける寺院照明に、エレキ・ヴァイオリンで空間音楽を演出する。それ以降、エレキ・ヴァイオリンの可能性を追求する。うつみ宮土理が司会を務める音楽番組『うつみ宮土理 ミドリのドレミドリ』（BSフジ）にケロンパ楽団として、4年間レギュラー出演する。
2009年、ヴァイオリン・ロックバンド「GIKOH GIKOH」を結成する。『みいつけた!』（NHK教育）で、番組キャラクター「サボさん」のヴァイオリンを担当する。
2010年、宅録機材でストリングスデータ作成業務を始める。
2011年12月、崎谷健次郎のライヴ・ツアー「“The Christmas Song”& 年忘れUP NUMBER NIGHT」に参加する。
俳優デビュー
2012年10月、映画『旅の贈りもの 明日へ』準主役の久我晃 役として俳優デビューする。11月、6日に東北芸術工科大学で講義。 山形フォーラムのトークイベント、『旅の贈りもの 明日へ』の監督前田哲との対談イベントへ参加する。7日、1stオリジナルアルバム『組曲・蟻』を発表する。アルバムジャケットの写真は妹の須磨未声が担当した。12月、崎谷健次郎のライヴ・ツアーに参加。
2013年1月、崎谷健次郎の新年コンサートに参加。4月、テレビアニメ『たまこまーけっと』のサウンドトラックを発表する。5月、崎谷のアルバム制作にスタジオミュージシャンとして参加。和太鼓、タップ、サックス、ヴァイオリンからなるユニット「Beat Hit Rhythm」のメンバー として、コラボレーションを行った福山潤の4th.アルバム『Love Letters 3 ～祭りの国で』で、劇中の作曲を行う。斉藤尋己編曲のアルバム『CLiCK 〜泣き歌で歌ってみた〜』にて、ソロで参加。8月、榎本くるみのライヴ『晴れたら空に豆まいて』にサポートメンバーとして参加。9月、世界的ミュージカル『ネクスト・トゥ・ノーマル』にサポートメンバーとして参加。10月～12月、崎谷のライヴ・ツアーに参加。
2014年8月、『音楽の日』（TBSテレビ）に出演。10月、資生堂アースケアプロジェクト「レフィル数え歌」篇の音楽を担当。高橋優ライヴツアー『今、そこにある明滅と群生』に翌年まで参加。崎谷健次郎の横浜ライヴおよびパークホテル東京「ART Colours Live Vol.6」に参加。11月、作詞家・松井五郎とのコラボユニット「空想弦語」を結成。「架空の羽根」「問わない」「La plaie est belle」「音階のない海」などの音楽と言葉と映像の作品集を配信発表する。12月、崎谷のライヴ、前川清ディナーショーに参加。デュオ・ひまりの演奏に飛び入り参加。吉井和哉ライヴに村田泰子ストリングスの一員として参加。
2015年4月、ピアニスト平畑徹也と「ピアノとヴァイオリンの実験室」を、東京渋谷のタカギクラヴィア松濤サロンにて開催。ギター・福田真一朗とのユニット「和福」の新曲「春」を発表する。5月、大阪・新歌舞伎座にて「前川清と海援隊+1」に出演、3週間にわたる29公演に参加。6月、野島健児ライヴに参加。7月、崎谷健次郎「ART Colours Live Vol.7」に参加。ベッキー♪＃ライヴに参加。「和福」「GIKOH GIKOH」のライヴを横浜フライデーにて開催。ヴォーカル・東郷祐佳、ギター・越路和子をゲストに迎える。8月、野島健児ライヴ、霜月はるかライヴに参加。9月、ベッキー♪＃ライヴに参加。10月、高橋優ライヴツアーに参加。花王リセッシュプレジャーブーケ（福士蒼汰出演）CMソング作曲。

## 人物
- 生まれた頃から、イギリス、アメリカのロック音楽を聴いて育ったため、今でもそのレパートリーを聞いて過ごしている。
- リズム感に優れ、複雑な曲構成や変拍子も直ぐに理解する能力を持つ。即興演奏においても独自の解釈でその世界へ入っていく事が出来る感性も持つ[3]。
- 崎谷健次郎のライヴでは、「ヴァイオリン王子」と呼ばれていた。

## ディスコグラフィー

### アルバム
1. 『組曲・蟻』（2012年11月7日発売、Mountain North Records MTN-102）

### 参加シングル
- ET-KING
  - 『約束』（2011年9月14日発売、UNIVERSAL MUSIC）
  - 『男は気持ちを伝えたい』（2012年7月25日発売、UNIVERSAL MUSIC）
- 崎谷健次郎
  - 『すべて、ひとつの愛に』（2011年5月18日配信限定発売、UNIVERSAL MUSIC UE1AS-00085）
  - 『Starting point』（2012年12月5日発売、UNIVERSAL MUSIC POCS-1070）
- SUPER☆GiRLS 『Girl’s Party -my friend Jenny-』（avex trax）
- パパイヤ鈴木&Friends （Smile for Japan）『手のひらを太陽に』
- TVアニメ「猫神やおろず」『溜息メランコリー』（2011年9月11日発売）
- IKKO『ゴージャスぅ〜!』（2010年4月28日発売、FORLIFE RECORDS）
- infinity16『笑い飛ばしてGO!』
- Dew『花図鑑別冊』
- 中島愛『ノスタルジア』
- 前川清『春の旅人』
- redioactiveproject『これちょーよくねー?』
- 高橋優『明日はきっといい日になる』
- flumpool『歓喜のフィドル』
- 安藤裕子『衝撃』（2020年12月7日発売、ポニーキャニオン）
- L'Arc〜en〜Ciel『ミライ』
- Caravan、Lil'B、MCU、茉奈佳奈、Juliet、ももなき他

### 参加アルバム
1. galaxias! 「future」（『galaxias!』収録、2011年11月23日発売、UNIVERSAL MUSIC / NAYUTAWAVE RECORDS）
2. 小西遼生 「JOY」「君がいるだけで」「バイバイ」「初恋」(『NOSTALOGIC』収録、2011年12月発売、スターダストデジタル SDMC-0028）
3. 崎谷健次郎
  - 「All I Want For Christmas Is You」（『The christmas Song』収録、2011年11月16日発売、 UNIVERSAL MUSIC BARBIZON POCS-1046）
  - 「HIGHER」「太陽にあふれて」「Starting point」「Colours of life」「すべて、ひとつの愛に」「Night Flight」「風を抱きしめて」「Fine after rain～雨のち晴れ～」（『五線譜のメッセージ』収録、2013年10月16日発売、 UNIVERSAL MUSIC IMPRESSION POCS-1106）
4. jazzin'park
  - 「Traveller」「JOY」「Your Love Has Freed Me」（『A DAY IN THE LIFE』収録、2009年7月15日発売、フィルターレコード）
  - 「Traveller」「キミスム街」（『TAKE SHIP』収録、2011年11月9日発売、日本クラウン）
5. 柴咲コウ 「Nervous」「u.」

## サウンドトラック
- 東京MXテレビ系アニメ番組『猫神やおろず』（2008年10月～2009年3月）テーマソング「溜息メランコリー」- 『猫神やおろず』名義。

## サポートした他アーティスト
- 梓みちよ、榎本くるみ、うつみ宮土理、小柳ルミ子、小西遼生、崎谷健次郎、jazzin'park、Dew、籐子、松井五郎(SONGBOOKS live)、高橋優、ベッキー♪#、ナオトインティライミ、野島健児、前川清、吉井和哉、redioactiveproject(K-DUB SHINE+DJ OASIS)、中島愛他。

## メディア出演

### ラジオ
- エフエムたじみ FM PiPi『柏本圭二郎のぬばたま』（2012年7月25日放送）- ゲスト出演。

### テレビ
- NHK教育テレビ
  - 『みいつけた!』- サボさんのヴァイオリン担当として出演。
  - 『スキマの国のポルタ』
  - 『ムジカ・ピッコリーノ』「春がきた！」（2014年4月4日放送）- ヴァイオリン演奏で出演。

## 参加ユニット
GIKOH GIKOH（ギコ・ギコ）
- ヴァイオリン：須磨和声、ギター：福田真一朗、キーボード：古垣未来、ベース：山田章典、ドラム：岩丸正
  - 2009年～

Beat Hit Rhythm
- ヴァイオリン：須磨和声、和太鼓：上田秀一郎、サックス：田村真寛、タップダンサー：古庄里好
  - 2013年

和福
- ヴァイオリン：須磨和声、ギター：福田真一朗

空想弦語
- ヴァイオリン：須磨和声、詩作：松井五郎
  - 2014年-